# 仁藤
仁藤（にとう）は、静岡県掛川市にある大字。

## 地理
静岡県掛川市の北部に位置する。合併前の旧掛川市においては南部に位置していた。逆S字状の大字である。住居や神社仏閣などがみられ、南端は逆川に接している。
近隣には大字の名称と集落の名称とが一致しない地が散見されるが、仁藤においては大字としての住所表記は「仁藤」と記され、集落としては他の大字とともに「仁藤」を構成している。なお、大字としての仁藤に関する一帯には、掛川市の自治区である旭町区が置かれている。旭町区は神明宮の氏子区域であり、掛川祭では山車の曳き回しなどを行っている。

### 河川
- 逆川

## 歴史
仁藤と呼ばれている地には、もともとは自然村である遠江国佐野郡仁藤村が置かれていた。そもそも掛川城が築かれる前は、神代地川から東が仁藤村の村域となっていた。その後、文禄年間から慶長年間にかけて山内一豊が掛川城の城下町を整備した。慶長6年には徳川家康が宿駅制を定め、東海道の宿場町として掛川宿が整備されることになった。これを受け、仁藤村のうち東海道に近接する部分は仁藤町として独立したうえで、掛川宿に組み込まれることになった。その結果、仁藤村の村域は逆川から東にまで後退するとともに、掛川宿の領域は神代地川の東にまで及ぶこととなった。これ以降、自然村である仁藤村と、掛川宿の町丁である仁藤町とが、同時に並存する状態となった。
仁藤村は、山内氏領となったが、江戸時代に入ると掛川藩領となった。『角川日本地名大辞典』によれば、仁藤村の鎮守社は神明宮とされている。仁藤村は、明治元年には駿府藩領となり、明治2年には静岡藩領となった。一方、掛川宿も、山内氏領となったが、江戸時代に入ると掛川藩領となった。仁藤町の鈴木家と大場家が掛川宿の問屋を務めていた。『角川日本地名大辞典』によれば、掛川宿のうち仁藤町の鎮守社は分離元である仁藤村に鎮座する神明宮とされている。掛川宿は、明治元年には駿府藩領となり、明治2年には静岡藩領となった。
この仁藤村については、全域がのちの大字としての「仁藤」に該当する。一方、掛川宿の仁藤町は、大部分がのちの大字としての「仁藤町」に該当するが、一部はのちの大字としての「仁藤」に該当する。
町村制が施行された1889年（明治22年）に掛川宿、下俣町、十九首町、仁藤村の大部分、大池村の一部、葛川村の一部は合併することになり、掛川町が発足した。その際に従来の宿駅や自然村は大字とされることになり、掛川町の大字として「仁藤」が設置された。仁藤村の村域は、この大字としての仁藤となった。その後の度重なる市町村合併を経て、この地は掛川市の一部となった。なお、掛川宿の仁藤町については、1889年（明治22年）に掛川町の大字として「掛川」が設置され、この大字の一部となっている。しかし、後年になって大字としての掛川は細分化され、大字としての「仁藤町」が掛川から独立を果たした。

### 沿革
- 1871年 - 佐野郡が静岡県に移管。
- 1871年 - 佐野郡が浜松県に移管。
- 1876年 - 佐野郡が静岡県に移管。
- 1889年 - 静岡県佐野郡掛川宿、下俣町、十九首町、仁藤村の大部分、大池村の一部、葛川村の一部が合併して掛川町を設置。掛川町の大字として仁藤を設置[10]。
- 1896年 - 静岡県佐野郡、城東郡が合併して小笠郡を設置。
- 1954年 - 静岡県小笠郡掛川町が曽我村、東山口村を編入して掛川市を設置。

## 世帯数と人口
2024年（令和6年）3月末日現在の世帯数と人口は以下の通りである。
| 大字 | 世帯数  | 人口  |
| ---- | ------- | ----- |
| 仁藤 | 150世帯 | 361人 |

## 事業所
2021年（令和3年）現在の事業所数と従業員数は以下の通りである。
| 大字 | 事業所数 | 従業員数 |
| ---- | -------- | -------- |
| 仁藤 | 16事業所 | 45人     |

## 小・中学校の学区
公立小・中学校に通う場合、学区は以下の通りとなる。
| 自治区 | 小学校             | 中学校           |
| ------ | ------------------ | ---------------- |
| 旭町区 | 掛川市立第一小学校 | 掛川市立東中学校 |

## 交通

### バス
- 掛川バスサービス市街地循環線 - 旭町停留所

### 道路
- 静岡県道415号日坂沢田線

## 施設
- 旭町公会堂[14]
- 神明宮[15]
- 神宮寺[16]
- 正願寺[17]
- 真如寺[18]

## その他

### 郵便
- 郵便番号：436-0071[2]（集配局：掛川郵便局）

### 警察
警察の管轄区域は以下の通りである。
| 番地 | 警察署     | 交番・駐在所 |
| ---- | ---------- | ------------ |
| 全域 | 掛川警察署 | 掛川駅前交番 |

### 消防
消防の管轄区域は以下の通りである。
| 番地 | 消防署・分署 | 消防団分団 |
| ---- | ------------ | ---------- |
| 全域 | 中央消防署   | 第一分団   |

### 自衛隊
陸上自衛隊の管轄区域は以下の通りである。
| 番地 | 方面隊     | 師団・旅団 | 部隊               |
| ---- | ---------- | ---------- | ------------------ |
| 全域 | 東部方面隊 | 第一師団   | 第三十四普通科連隊 |

### 註釈
1. ↑  静岡県掛川市のうち旧掛川市においては、自治区ごとに小・中学校の学区が定められている[13]。